# Čileanska rukometna reprezentacija
Čileanska rukometna reprezentacija je nacionalna reprezentacija Čilea u rukometu koja je pod upravom FCHH-a. Trenutni (2021.) izbornik je španjolac Mateo Garralda. 
Čile je do 2018. 10 puta nastupao na Panameričkim rukometnim prvenstvima. Godine 2010. je, kao domaćin, osvojio svoju prvu medalju - treće mjesto koje mu je donijelo i prvi, povijesni, plasman na Svjetsko rukometno prvenstvo, u Švedskoj 2011., gdje su završili na 22. mjestu. Čile od tada redovito osvaja medalje na Panamaeričkim prvenstvima: broncu u Argentini 2012., broncu u Urugvaju 2014., srebro u Argentini 2016., te broncu u Argentini 2018.

## Vanjske poveznice
- FCHH